# Ramiro II av León
Ramiro II av León, kallad el Grande, ”den Store”, cirka 898 - död 951 León , var kung av León mellan 931 och 951.  Hans muslimska fiender kallade honom "djävulen" för hans grymhet och energi.
Ramiro var son till Ordoño II. Vid sin fars död och efter att ha hjälpt sin bror Alfonso att nå tronen genom att avsätta kusinen Alfonso Fróilaz, son till hans farbror Fruela II, tog Ramiro kontroll över norra Portugal (926), som han lade till Galicien när hans bror Sancho dog 929.
Han kämpade aktivt mot muslimerna. Han besegrade den umayyadiske emiren Abd ar-Rahman III:s härar i slaget vid Simancas (939).